# Nils Björk (ingenjör)
Nils Arvid Norman Björk, född den 6 mars 1928 i Lysekil, död den 10 juli 2008 i Täby, var en svensk ingenjör.
Björk avlade studentexamen i Göteborg 1947, avgångsexamen vid Chalmers tekniska högskola 1951 och teknologie licentiatexamen 1957. Han var assistent vid Chalmers tekniska högskola 1951–1958 och blev överingenjör hos elektronikgruppen vid Aga i Roslags Näsby 1958. Vid Aga utvecklade han IR-teknik för militärt bruk, vilket även ledde fram till thermovisionen (termografi), den första värmebildskameran i världen där hans uppfinning för bildscanning var viktig. År 1970 blev han utvecklingschef vid LKB-Produkter AB, senare teknisk direktör där och vid en omorganisation 1974 blev han chef för den klinisk-kemiska divisionen. Han blev 1976 divisionschef för Jungner Instruments Medical Division, senare Engström Medical AB.
År 1986 anlitades Björk av innovatören Gerhard Westerberg till Micronic AB, vilket 1989 ledde till bildandet av Micronic Laser Systems AB. Till följd av en kris inom halvledarbranschen utökades produktprogrammet med apparater för bildskärmstillverkning. Företaget blev världsledande inom detta område och alla tv-bildrör och datorskärmar med LCD-teknik kom med tiden att tillverkas med litografiska masker utförda med Micronics laserritare. Björk lämnade 1998 posten som företagets verkställande direktör, men fortsatte som styrelseledamot.
Björk publicerade A novel class of voltage dividers inherently free from loading errors (1957) och Theory of the indirectly heated thermistor (1959). Han invaldes som ledamot av Ingenjörsvetenskapsakademien 1973. Björk vilar på Täby norra begravningsplats.